# Barraca d'en Robés
Barraca d'en Robés és un conjunt de dues barraques de pedra seca del municipi de Cadaqués (Alt Empordà) incloses en l'Inventari del Patrimoni Arquitectònic de Catalunya.
Estan situades a l'oest del nucli urbà de la població de Cadaqués, a la sureda d'en Xirau, vessant nord del puig es Simonets. S'hi arriba pel camí de l'Aigua, amb accés des del quilòmetre 12 de la carretera GI-614, vorejant el recorregut de la riera de Sant Vicenç. Situada per sobre del camí.
Es tracta de barraques construïdes en un terreny força abrupte, amb un marcat desnivell cap a la riera. Tot i que la zona està dividida en terrasses aptes per al cultiu, actualment es troba tot cobert de vegetació. Les barraques consten d'un petit abric format a la roca natural del terreny, tancat amb un mur bastit amb la tècnica de la pedra seca.
La forma de la roca fa que l'abric s'utilitzi com espai interior, amb un banc corregut excavat a la paret, i alhora provoca que el mur només sigui necessari a la banda oest de l'abric, on l'obertura és més gran. El mur està bastit amb lloses de pissarra de diverses mides, disposades en filades irregulars, i blocs de pissarra rectangulars més grans per regularitzar les cantonades. A l'altre costat de l'obertura natural hi ha les restes del possible brancal est de l'accés a l'interior.

## Història
A Cadaqués hom pot generalitzar que les cabanes de vinya van lligades al moment àlgid de l'explotació agrícola, especialment la vinícola a partir dels segles xviii i xix. El conreu de vinyes va ser impulsat pel monestir de Sant Pere de Rodes, propietari d'una bona part de les terres que formen el Cap de Creus.
Vers l'any 1716 es documenta 154 hectàrees de vinya que el 1879 ja eren 376. A partir de 1865 quan la fil·loxera comença a afectar greument a les vinyes franceses, el conreu de la vinya empordanesa es veu afavorit incrementant les seves explotacions, principalment cap a Gènova i Roma. Aquest auge va davallar amb la introducció de la fil·loxera al país cap al 1865, fent estralls en l'economia empordanesa i provocant una gran crisi en el sector, continuada de diferents migracions cap a, principalment, Cuba i Argentina.
És a partir d'aquest moment en què, hom pot parlar que el conreu de vinyes passa a ser un activitat econòmica secundària i complementària a la pesca, l'horticultura o el conreu de les oliveres.
La funció bàsica de les cabanes de pedra seca era tant l'aixopluc en moments de mal temps, com a magatzem per guardar les eines de treball.
A l'Empordà, les barraques de pedra seca es troben en diversos sectors, però es poden agrupar en tres principals: El format per l'Albera i el Cap de Creus, on destaca la construcció emprant llicorella; un altre que abastaria el massís del Montgrí, de substrat calcari; i l'últim format pel paratge de la Garriga i per la serra dels Tramonts, també calcari.